# Дипломатически мисии в Бурунди
Това е списък на дипломатическите мисии в Бурунди. В Бужумбура са разположени 12 посолства.

## Посолства
В Бужумбура:
| - Белгия - Ватикан - Египет - Китай - Демократична република Конго - Либия - Русия - Руанда - САЩ - Танзания - Франция - Република Южна Африка |

## Почетни консулства
- Гърция
- Дания
- Италия
- Кипър
- Коморски острови
- Норвегия
- Полша
- Румъния
- Сенегал
- Нидерландия
- Южна Корея

## Други представителства
- Германия
- Великобритания
- Швеция
- Швейцария